# Bataillon de marche indochinois
1er bataillon de marche indochinois
« 1er bataillon de marche indochinois » redirige ici. Pour les autres significations, voir 1er bataillon et Bataillon de marche indochinois (homonymie).
Le bataillon de marche indochinois (BMI) est une unité militaire des troupes coloniales françaises pendant la guerre d'Indochine, formée de soldats vietnamiens.

## Création et différentes dénominations
- janvier 1948 : bataillon annamite
- janvier 1948 : bataillon de marche indochinois
- mars 1951 : 1er bataillon de marche indochinois
- mai 1952 : bataillon de marche indochinois
- juillet 1954 : 1er bataillon de marche indochinois
- septembre 1954 : dissolution, devient Ier bataillon du 43e régiment d'infanterie coloniale

## Historique

### Formation
L'unité est créée dans la région de Biên Hòa le 15 janvier 1948 sous le nom de bataillon annamite à partir des anciens tirailleurs indochinois, réunis dans des unités de marche après le coup de force japonais de 1945 et le déclenchement de l'insurrection du Việt Minh. Le nouveau bataillon compte quatre compagnies :
- la 1re est issue de la compagnie de marche du 9e RIC, elle-même issue de rescapés tonkinois des 1er, 3e et 4e régiments de tirailleurs tonkinois et des 9e, 10e et 19e régiments d'infanterie coloniale ;
- la 2e est issue de la compagnie annamite de la 3e DIC, formée d'anciens tirailleurs annamites renforcés de nouvelles recrues cochinchinoises ;
- la 3e et la 4e sont issues respectivement de la 17e et de la 18e compagnie tonkinoise du 22e RIC, formées à partir des Indochinois de l'ancien bataillon mixte d'infanterie coloniale de Chine (regroupés en juin 1946 dans une unité appelée forces côtières du Tonkin). La 4e compagnie est une unité commando.

### Opérations
Le bataillon prend à la fin du mois le nom de bataillon de marche indochinois. Après avoir opéré dans la région de Biên Hòa puis de Thủ Đức jusqu'en septembre, il part pour le Tonkin en octobre, réduit aux 1re et 3e compagnies. Après un passage à Vat-Chay, le bataillon rejoint Hải Dương en février 1949.
En avril 1949, une compagnie de commandement du bataillon (CCB) est mise sur pied en avril 1949 tandis que les deux compagnies de combat se dédoublent à l'été 1949. Le bataillon continue d'opérer dans le sud du delta du Tonkin jusqu'en 1954.
Le 4 janvier 1952, le BMI, en particulier le lieutenant Ha Van Daï et l'adjudant-chef Vu Hoc, repousse l'assaut de quatre bataillons du Việt Minh, qui déplorent 1 300 tués et blessés.
Le 1er mars 1951, le BMI se dédouble et forme le 1er BMI et le 2e bataillon de marche indochinois. Le 2e BMI devient 54e bataillon vietnamien le 1er mai 1952, et le 1er BMI reprend le nom de BMI. Le 16 juillet 1954, le 3e bataillon de marche indochinois est créé à partir du 30e bataillon de marche de tirailleurs sénégalais et le BMI redevient 1er BMI.

### Dissolution
En août 1954, après la conclusion des accords de Genève, le 1er BMI quitte Hải Dương et rejoint le Sud-Vietnam, où il mène quelques démonstrations de force pour établir le pouvoir de la gouvernement sud-vietnamien face aux groupes rivaux. Il devient Ier bataillon du 43e RIC le 1er septembre 1954.

## Recrutement
Lors de ses opérations, le BMI revenait souvent avec de nouvelles recrues rencontrées. Les soldats locaux du BMI n'ont pas été touchés par les défaillances ayant eu lieu dans des d'autres unités autochtones du corps expéditionnaire français en Extrême-Orient, y compris dans les unités parachutistes.
Le général Lagarde témoigne qu'au moment du départ des Français du Vietnam fin 1954 les militaires du BMI qui souhaitaient acquérir la nationalité française ou au moins partir en France en furent empêchés.

## Chefs de corps
- ? - juillet 1950 : chef de bataillon Lagarrigue †[1]
- ? - octobre 1953 : chef de bataillon Taro †[1]
- ? - janvier 1954 : chef de bataillon Conard †[1]
- ? - mai 1954 : chef de bataillon Podeur
- août - septembre 1954 : chef de bataillon Lagarde[3]

## Traditions

### Drapeau
Le BMI garde l'héritage du 1er régiment de tirailleurs tonkinois, dont il reçoit le drapeau en août 1950.

### Insignes
L'insigne du BMI montre, sur un fond rectangulaire, l'ancre des troupes coloniales, dont le câble dessine la forme des contours de l'Indochine, une jonque marine à la coque rouge avec une voile blanche chargé de caractères chinois stylisés bleus. La jonque évoque les forces côtières du Tonkin (devenues 3e et 4e compagnies), ses trois couleurs le drapeau français et les caractères chinois un vœu de bonheur,.

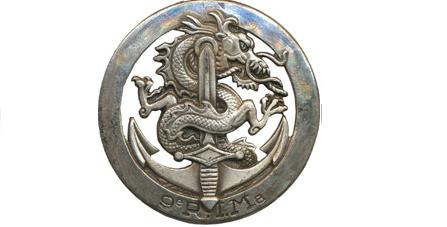
L'insigne du 9e RIMa en Algérie, qui reprend le motif de l'insigne de béret du BMI.

En novembre 1950, le bataillon se distingue par l'adoption d'un béret noir type commandos. Un insigne spécifique est conçu pour le béret, présentant un dragon enroulé autour de l'ancre de la coloniale.

### Refrain
Le BMI possède un refrain :

« En montagne, 
Dans la rizière, 
Dans l'eau, 
BMI à l'assaut. »

## Décorations
Le BMI est titulaire de trois citations à l'ordre de l'armée et une à l'ordre du corps d'armée, ce qui correspond à la croix de guerre des Théâtres d'opérations extérieurs avec trois palmes et une étoile de vermeil. Il reçoit la fourragère aux couleurs de la croix de guerre des Théâtres d'opérations extérieurs le 17 septembre 1952.

## Personnalités ayant servi dans l'unité
- Marcel Bigeard en 1950
- Claude Bernard-Aubert en 1950, qui s'inspira d'un massacre commis le 26 mai 1950 pour le film Charlie Bravo[8]
- Henri Leclerc de Hauteclocque en 1951
- Roger Podeur en 1954
- Jean Lagarde en 1954